# كيري ستايسي
كيري ستايسي (بالإنجليزية: Kerry Stacey)‏ هي ممثلة بريطانية، ولدت في 1977.

## وصلات خارجية
- كيري ستايسي على موقع IMDb (الإنجليزية)